# Rijksban
De rijksban of Reichsacht (ook in het Nederlands wel acht genoemd) was in het Heilige Roomse Rijk de wereldlijke tegenhanger van de kerkelijke ban.
De ban hield in dat door of namens de keizer een persoon of stad buiten de rechtsgemeenschap van het Rijk werd geplaatst. Hem of haar werden alle burgerlijke, feodale en politieke rechten ontnomen. Aanvankelijk hield zo'n ban een vogelvrijverklaring in, maar vanaf de vijftiende eeuw veranderde het karakter en was de ban er vooral op gericht de veroordeelde te dwingen tot materiële genoegdoening. De klager in het proces waarin de ban was uitgesproken, kreeg met de rijksban middelen in handen om desnoods zelf bezittingen aan de veroordeelde te (laten) ontnemen. Het was overigens niet altijd een gemakkelijke zaak om zo'n vonnis ook te laten uitvoeren, omdat er geen centraal gezag was dat dit overal af kon dwingen.
Een ban of vogelvrijverklaring was een oud element van het Germaanse recht. Sinds 1220 kon de rijksban niet alleen door de keizer of Rooms-koning worden uitgesproken, in artikel 7 van de Confoederatio cum principibus ecclesiasticis was vastgelegd dat de rijksban na zes weken op de kerkelijke ban volgde. Daarvoor was geen proces nodig en er was ook geen mogelijkheid voorzien voor een juridisch verweer. Later legden ook rijksgerechtshoven, veemgerechten en het Rijkskamergerecht de rijksban op.
Sinds de Mainzer Landfrieden van 1235 werden ook steden en personen die een in de ban gedane persoon huisvestten automatisch in de ban gedaan.
In 1456 werd de stad Groningen door de vrijstoel (veemgericht) te Wünnenberg (bij Paderborn) in de rijksban gedaan na een klacht van Dirk van Heukelom. Dit vonnis werd echter in 1465 door een keizerlijke rechtbank ongedaan gemaakt, omdat het veemgericht zijn bevoegdheden te buiten zou zijn gegaan. Op diezelfde dag werd Dirk op zijn beurt door keizer Frederik III in de rijksban gedaan. Uiteindelijk werd de zaak in 1486 in der minne geschikt.
De Duitsers gebruikten de uitdrukking In Acht und Bann. omdat kerkelijke en wereldlijke repressie hier samengingen.